# Kentucky Derby 1902
Kentucky Derby 1902 var den tjugoåttonde upplagan av Kentucky Derby. Löpet reds den 3 maj 1902 över 1 1⁄4 miles (2 012 m). Löpet vanns av Alan-a-Dale som reds av Jimmy Winkfield och tränades av Thomas Clay McDowell.
Förstapriset i löpet var 4 850 dollar. Fyra hästar deltog i löpet.

## Resultat
| P | Häst        | Jockey                 | Tränare              | Land | Tid     |
| - | ----------- | ---------------------- | -------------------- | ---- | ------- |
| 1 | Alan-a-Dale | Jimmy Winkfield        | Thomas Clay McDowell | USA  | 2:08.75 |
| 2 | Inventor    | Robert "Tiny" Williams |                      | USA  |         |
| 3 | The Rival   | Nash Turner            | Thomas Clay McDowell | USA  |         |
| 4 | Abe Frank   | Monk Coburn            | Henry McDaniel       | USA  |         |